# I sette assassini
I sette assassini (Seven Men from Now) è un film del 1956 diretto da Budd Boetticher.

## Trama
Ben Stride, ex sceriffo dal passato tormentato, percorre le desolate distese dell’Arizona sulle tracce dei sette uomini responsabili della morte di sua moglie durante una rapina che ha fruttato loro 20.000 dollari. Durante il suo viaggio incontra Annie Greer e suo marito John, una coppia di pionieri in viaggio verso la California con il loro carro, che Stride decide di scortare attraverso territori pericolosi. La loro carovana si trova presto a condividere la strada con Bill Masters, un pistolero ambiguo e ironico, e il suo compagno Clete, due uomini che, pur apparentemente collaborativi, hanno interessi personali che li rendono poco affidabili. Stride, uomo taciturno e determinato, combatte non solo contro i banditi che sta inseguendo ma anche contro i fantasmi interiori legati alla perdita della moglie e alla propria incapacità di sottrarsi alla violenza. Mentre il gruppo affronta territori ostili, piogge torrenziali e scontri armati, le tensioni tra i personaggi crescono: Annie, divisa tra il rispetto per suo marito e l’attrazione silenziosa per Stride, si trova coinvolta in un gioco di sguardi e gesti non detti, mentre Masters, sempre provocatorio, osserva e approfitta della fragilità emotiva del gruppo.
Il viaggio diventa così una lotta contro le minacce esterne e quelle interiori, fino allo scontro inevitabile con i fuorilegge che Stride sta braccando.

## Commento
Si tratta del primo dei sette western diretti da Boetticher, interpretati come protagonista da Randolph Scott, l'unico non prodotto dalla casa cinematografica Ranown, bensì dalla Batjac Productions di John Wayne. Il critico Paolo Mereghetti lo ha definito un "western esemplare" per l'estrema efficacia nell'esprimere il "senso del paesaggio" e la capacità di servirsi dei topoi narrativi del genere con grande maestria.